# Viktor Kühne
Pour les articles homonymes, voir Kühne.
Otto Viktor Kuehne (né le 28 mars 1857 à Mogilno et mort le 9 février 1945 à Ellingshausen près de Meiningen) est un général d'artillerie prussien et commandant général du 11e corps d'armée pendant la Première Guerre mondiale.

## Biographie
Kuehne est le fils d'un conseiller régional et s'engage en 1876, après son baccalauréat, comme cadet dans le 11e régiment d'artillerie de campagne. Promu lieutenant il reste adjudant de division pendant plusieurs années. En 1888, il est commandé à l'Académie de guerre puis transféré au 34e régiment d'artillerie de campagne, où il est promu capitaine. En 1893, il devient professeur à l'école de tir d'artillerie de campagne et d'artillerie à pied de Jüterbog. De 1897 à 1903, Kühne travaille au ministère de la Guerre, où il devient major. Le 3 juillet 1902, il devient commandant de la première section du 10e régiment d'artillerie de campagne et le 24 avril 1904, il prend le commandement du 26e régiment d'artillerie de campagne. C'est dans cette fonction qu'il est promu lieutenant-colonel le 18 mai 1905. En 1907, il est nommé commandant du régiment d'instruction de l'école de tir de l'artillerie de campagne, où il est promu colonel en 1908. En tant que commandant de l'école de tir de l'artillerie de campagne, il est muté à Jüterbog en 1910. Le 2 juillet 1913, Kühne est nommé commandant de la 30e brigade d'artillerie de campagne à Strasbourg, avec le grade de général de division.

### Première Guerre mondiale
Lors de la mobilisation, Kühne devient commandant du 18e corps d'armée (4e armée) appartenant à la 25e division grand-ducale hessoise. La division avance à travers la Belgique jusqu'en Champagne et participe à la bataille de la Marne en septembre. Après la retraite de la Marne, la division se positionne à Roye. C'est là qu'il est promu lieutenant-général le 27 janvier 1915. Un éclat d'obus le blesse le 29 mai 1915. La division fait partie des divisions d'attaque de la 5e armée qui lance l'attaque sur Verdun le 21 février 1916.
Le 23 août 1916, il est temporairement chargé de diriger le commandement général du 12e corps d'armée situé devant Reims. Le 1er septembre 1916, l'empereur le nomme général commandant du commandement général du 54e corps nouvellement créé. Celui-ci est utilisé pour la première fois à Verdun, mais le 12 octobre, il est transféré en Hongrie.
Seize jours plus tard, le lieutenant-général reçoit l'ordre de prendre la tête d'un nouveau groupe d'armée à former près de Petroszény. Il se compose des 41e, 109e, 11e bavarois et 301e divisions d'infanterie et le corps de cavalerie "Schmettow" (6e et 7e division de cavalerie). Le 2 décembre 1916, le Gruppe Kühne participe à la bataille de l'Argeș. Dès le 6 décembre, ses divisions sont devant Bucarest. En reconnaissance de sa victoire, il reçoit l'Ordre Pour le Mérite le 11 décembre 1916. En janvier 1917, il combat lors de la bataille de la Putna.
Le 2 février 1917, il est nommé général commandant du 9e corps de réserve, situé devant Ypres. Mais dès le 13 mars, il prend en charge le 11e corps d'armée. Dans la bataille du Chemin des Dames, il dirige le groupe "Vailly" pour lequel il reçoit le 12 juillet l'étoile de l'Ordre de l'Aigle rouge de 2e classe avec feuilles de chêne et épées. Après avoir pris en charge le 27 août 1917 une partie du front de Verdun, le groupe "Ornes", en tant que général commandant du 5e corps de réserve (de), il reçoit à nouveau le 21 novembre la direction du 11e corps d'armée. Début janvier 1918, il est chargé de l'entraînement des divisions pour l'offensive de printemps prévue. En février, il est déployé sur l'aile gauche de la 17e armée déployée à Cambrai. À la fin de la guerre, il est chargé par le commandement suprême de l'armée d'explorer la moitié orientale de la Belgique à des fins de défense.

### République de Weimar
Après l'armistice, le commandement général du 11e corps d'armée est retourné à Cassel, son emplacement en temps de paix. Le gouvernement répond à sa lettre de démission soumise en juillet 1919 par une demande de rester en service jusqu'à la dissolution du commandement général. le 30 Le 19 septembre 1919, il est alors mis à disposition avec le caractère de General der Artillerie et mis à la retraite.
Il prend sa retraite à Berlin-Wilmersdorf et après son départ à la retraite, il se consacre aux langues étrangères et à l'étude de l'histoire culturelle.

## Famille
En 1882, Kühne épouse Maria von Eschwege (1862-1935), une arrière-petite-fille de Ludwig Emil Grimm. Entre autres choses, le mariage produit une fille Thérèse (1895–1961), qui épouse en 1919 l'officier du renseignement Herbert von Bose (1893-1934), qui est ensuite assassiné par les SS. Kühne est également lié par mariage aux familles Lejeune, Riedel, Thesing et Eschwege.